# Trường Trung học phổ thông chuyên Huỳnh Mẫn Đạt
Trường Trung học phổ thông chuyên Huỳnh Mẫn Đạt là một trường trung học phổ thông (THPT) công lập tại thành phố Rạch Giá, tỉnh Kiên Giang thuộc hệ thống các trường trung học phổ thông chuyên tại Việt Nam đặt dưới sự quản lý của Bộ Giáo dục và Đào tạo Việt Nam. Trường thành lập năm 1989 với tên gọi ban đầu là Trường cấp ba Huỳnh Mẫn Đạt, sau được định hướng phát triển thành trường trung học phổ thông chuyên nên được đổi tên thành Trường Trung học phổ thông chuyên Huỳnh Mẫn Đạt. Đây là trường trung học phổ thông chuyên duy nhất ở tỉnh Kiên Giang hiện nay và được định hướng trở thành cơ sở giáo dục trung học phổ thông hàng đầu của tỉnh và khu vực Đồng Bằng Sông Cửu Long. Trường được đặt tên theo danh nhân, nhà thơ Huỳnh Mẫn Đạt.

## Lịch sử
Trường THPT chuyên Huỳnh Mẫn Đạt ra đời vào năm 1989 theo đề xuất của Sở Giáo dục và Đào tạo (GD&DT) tỉnh Kiên Giang. Thời gian đầu, trường mang tên “Trường cấp ba Huỳnh Mẫn Đạt”.
Sau đó, Sở GD&ĐT tỉnh Kiên Giang nhận thấy việc cần thiết phải có một trường chuyên nên đã đổi tên như hiện nay.

## Tuyển sinh
Trường thực hiện chính sách tuyển sinh thông qua kì thi Tuyển sinh vào lớp 10 hằng năm dưới chỉ đạo của Sở GD&ĐT tỉnh Kiên Giang. Mỗi thí sinh dự kì thi phải thi đủ 3 môn bắt buộc (Ngữ văn, Toán và Tiếng Anh) cùng với một bài thi chuyên. Ở mỗi khối, trường có 11 lớp với 10 lớp chuyên và 1 lớp không chuyên.

## Cơ sở vật chất và trang thiết bị
Trường THPT chuyên Huỳnh Mẫn Đạt tọa lạc ở lô E4-5 đường Trần Công Án, phường Vĩnh Lạc, thành phố Rạch Giá, tỉnh Kiên Giang.
Khuôn viên trường bao gồm:
- Hai dãy nhà học A và nhà học B. Mỗi dãy nhà 1 trệt 3 lầu. Mỗi dãy nhà học có một hội trường sinh hoạt chung;
- 1 phòng truyền thống ở nhà học B;
- 1 phòng tư vấn học đường, 1 phòng y tế, 1 phòng lưu trữ, 1 phòng bộ môn Văn, 3 phòng thực hành tin học, 1 thư viện, 1 phòng Giáo viên và 1 phòng Đoàn Thanh niên, 8 nhà vệ sinh;
- 1 sân thể thao và sân chào cờ sinh hoạt chung;

## Cơ cấu tổ chức
Trường THPT chuyên Huỳnh Mẫn Đạt có 1 ban giám hiệu và 8 tổ chuyên môn gồm tổ Toán, tổ Lý–Tin–Kỹ thuật, tổ Hóa Học, tổ Sinh–Thể dục, tổ Ngữ Văn, tổ Sử–Địa–Giáo dục Công dân, tổ Tiếng Anh và tổ Văn phòng.
| STT | Họ và tên       | Chức vụ         |
| --- | --------------- | --------------- |
| 1   | Phạm Ngọc Thiện | Hiệu trưởng     |
| 2   | Lâm Ngọc Ny     | Phó hiệu trưởng |
| 3   | Phạm Thành Sang | Phó hiệu trưởng |
| 4   | Phạm Thị Huệ    | Phó hiệu trưởng |

## Thành tích nhà trường
Trong suốt quá trình hình thành và phát triển, nhà trường đã đạt được nhiều thành tích nổi bật. Có thể kể đến:
Năm 2017, Trường THPT Chuyên Huỳnh Mẫn Đạt nhận cờ thi đua Chính phủ. Năm học 2017–2018 đã mang lại nhiều thành tích cho trường trong công tác giảng dạy khi không có học sinh nằm ở mức hạnh kiểm trung bình và yếu. Trong năm học này có 559 học sinh đạt mức Giỏi (chiếm 53,49 %) và 471 học sinh đạt mức Khá (chiếm 45,07 %). Tỉ lệ khá giỏi đạt 98,56 % tương đương tăng 3,31 % so với cùng kỳ năm học trước. Trường có 123 giải cấp tỉnh, trong đó 74 giải Học sinh Giỏi cấp tỉnh. Học sinh giỏi cấp Quốc gia đạt 11 giải. Trường cũng đạt thành tích cao tại nhiều cuộc thi cấp tỉnh và cấp quốc gia khác. Ngoài ra, học sinh trường đã đạt những thành tích như: Nguyễn Phúc Vỹ Hào - thí sinh Đường lên đỉnh Olympia năm thứ 22, giành vòng nguyệt quế cuộc thi tuần 2 tháng 1 quý 3. Trương Phương Nga lớp 11 chuyên Sinh, tham dự Miss Teen United tại Ấn Độ và giành ngôi vị quán quân.
Năm 2023, dự án "Nghiên cứu điều chế hydrogel tiêm tại chỗ từ alginate và cao chiết lá cây hồng sim định hướng trong chữa lành vết thương" của học sinh Nguyễn Thành Khoa được chọn dự thi tham gia Cuộc thi khoa học kỹ thuật quốc tế - ISEF 2023.